# Józef Buchbinder
Józef Buchbinder (* 17. Dezember 1839 in Mordy; † 14. Mai 1909 in Warschau) war ein polnischer Maler und Grafiker jüdischer Abstammung.

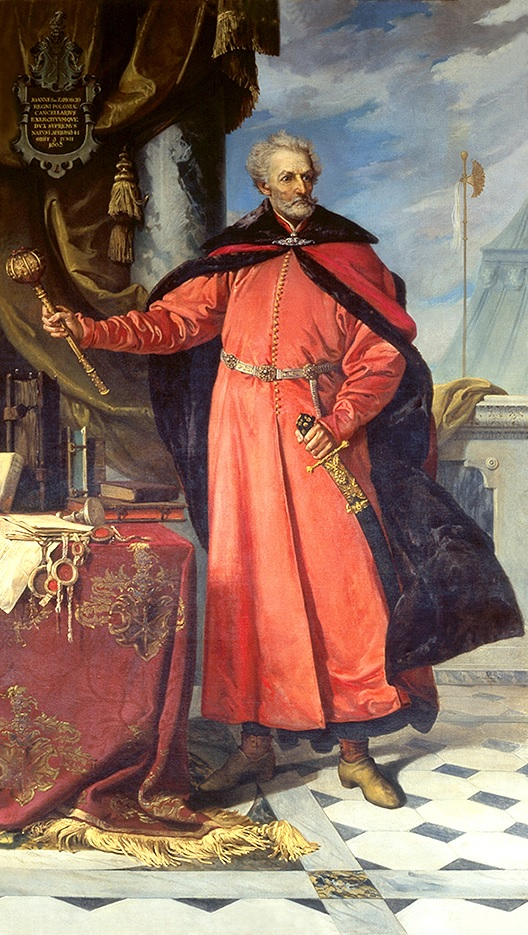
Großhetman Jan Zamoyski (1890)

Geboren in einer jüdischen Familie, half er schon als Kind seinem Vater beim Malen und Restaurieren von Gemälden. Seine Gymnasialzeit absolvierte er in der Bernhardinerschule in Łuków. 
Dank der Hilfe der Bernhardinerabtei fand Buchbinder eine Unterkunft im Warschauer Kapuzinerkloster und begann sein Studium an der Akademie der Bildenden Künste Warschau bei Rafał Hadziewicz und Jan Ksawery Kaniewski. 1857 wurde er in Mordy katholisch getauft. 
Ab 1862 studierte er an der Königlichen Kunstakademie Dresden bei Julius Hübner und Carl Gottlieb Peschel. Buchbinder setzte das Studium ab dem 2. Februar 1863 an der Königlichen Akademie der Künste München bei Hermann Anschütz fort. Von 1863 bis 1868 studierte er an der Accademia di San Luca in Rom, wo er unter dem Einfluss der Malergruppe der Nazarener stand. 
Er kopierte Gemälde der Renaissance, unter anderem die Madonna di Foligno von Raffael, und malte religiöse Kompositionen im Auftrag römischer Geistlicher. 
1870 ließ er sich in Warschau nieder. Er malte zahlreiche, zumeist großformatige Altarbilder für Kirchen in ganz Polen, restaurierte Kirchengemälde und Porträts. Von 1879 bis 1885 war er Leiter der künstlerischen Abteilung der Wochenzeitung Tygodnik Illustrowany, für die er Hunderte von Illustrationen schuf, zumeist Porträts zeitgenössischer Persönlichkeiten.